# Prueba Villafranca de Ordizia 2016
La Prueba Villafranca de Ordizia 2016, novantatreesima edizione della corsa e valevole come evento dell'UCI Europe Tour 2016 categoria 1.1, si svolse il 25 luglio 2016 su un percorso di 165,7 km. La vittoria fu appannaggio del britannico Simon Yates, il quale completò il percorso in 3h49'50", alla media di 43,257 km/h, precedendo lo spagnolo Ángel Madrazo e il russo Alexander Vdovin.
Sul traguardo di Ordizia 78 ciclisti, su 109 partenti, portarono a termine la competizione.

## Squadre e corridori partecipanti
| N.    | Cod. | Squadra                      |
| ----- | ---- | ---------------------------- |
| 1-8   | CJR  | Caja Rural-Seguros RGA       |
| 11-18 | MOV  | Movistar Team                |
| 21-28 | OBE  | Orica-BikeExchange           |
| 31-38 | AND  | Androni Giocattoli-Sidermec  |
| 41-48 | DMP  | Delko-Marseille Provence-KTM |
| 51-58 | FSC  | Funvic Soul Cycles-Carrefour |
| 61-65 | ONE  | ONE Pro Cycling              |
| 71-78 | ROT  | Team Roth                    |

| N.      | Cod. | Squadra                       |
| ------- | ---- | ----------------------------- |
| 81-88   | BUR  | Burgos-BH                     |
| 91-98   | EUS  | Euskadi Basque Country-Murias |
| 101-108 | BRC  | Boyacá Raza de Campeones      |
| 111-118 | MZN  | Team Manzana Postobón         |
| 121-128 | KCP  | Massi-Kuwait Cycling Project  |
| 131-138 | DCT  | Inteja-MMR Dominican          |
| 141-148 | DAG  | Dare Gobik                    |
| 152-158 | LOK  | Lokosphinx                    |

## Ordine d'arrivo (Top 10)
| Pos. | Corridore             | Squadra    | Tempo    |
| ---- | --------------------- | ---------- | -------- |
| 1    | Simon Yates           | Orica      | 3h49'50" |
| 2    | Ángel Madrazo         | Caja Rural | a 34"    |
| 3    | Alexander Vdovin      | Lokosphinx | s.t.     |
| 4    | Javier Moreno         | Movistar   | s.t.     |
| 5    | David Belda           | Roth       | s.t.     |
| 6    | Hugh Carthy           | Caja Rural | a 43"    |
| 7    | Karol Domagalski      | ONE        | a 46"    |
| 8    | Garikoitz Bravo       | Euskadi    | s.t.     |
| 9    | Pello Bilbao          | Caja Rural | s.t.     |
| 10   | Sergio Andrés Higuita | Manzana    | s.t.     |